# هنري أبسالوم باول
هنري أبسالوم باول هو سياسي كندي، ولد في 6 أبريل 1855 في Richibucto ‏ في كندا، وتوفي في 15 أبريل 1930. نشط حزبياً في Liberal-Conservative Party ‏. وقد انتخب عضو الجمعية التشريعية لنيو برونزويك ‏ وانتخب عضو مجلس العموم الكندي.